# Гільєрме Арана
Гільєрме Арана (порт. Guilherme Arana; нар. 14 квітня 1997, Сан-Паулу) — бразильський футболіст, захисник іспанської «Севільї». На умовах оренди виступає за «Атлетіко Мінейру». Грав за молодіжну збірну Бразилії.

## Клубна кар'єра
Народився 14 квітня 1997 року в місті Сан-Паулу. Вихованець футбольної школи клубу «Корінтіанс».
У дорослому футболі дебютував 2015 року виступами на умовах оренду за «Атлетіку Паранаенсе», в якій того року взяв участь у 3 матчах чемпіонату.
Того ж року повернувся до «Корінтіанс», швидко ставши гравцем основного складу рідної команди.
7 грудня 2017 року за 12 мільйонів євро перейшов до іспанської «Севільї», з якою уклав контракт на 4,5 роки. У новій команді стикнувся зі значною конкуренцією і за півтора року заніс до свого активу лише 12 виходів на поле в іграх Ла-Ліги.
Влітку 2019 року погодився продовжити кар'єру в італійській «Аталанті», гравцем якої став на умовах оренди. Утім в Італії не став гравцем основного складу нової команди і, провівши за неї лише чотири гри, на початку 2020 року також на орендних правах повернувся на батьківщину, приєднавшись до лав «Атлетіко Мінейру».

## Виступи за збірну
Протягом 2016—2017 років залучався до складу молодіжної збірної Бразилії. На молодіжному рівні зіграв у 8 офіційних матчах, забив 2 голи.

## Статистика виступів

### Статистика клубних виступів
Станом на 1 січня 2020 року
| Сезон                  | Команда                | Чемпіонат              | Чемпіонат | Чемпіонат | Національний кубок | Національний кубок | Національний кубок | Континентальні кубки | Континентальні кубки | Континентальні кубки | Інші змагання | Інші змагання | Інші змагання | Усього | Усього |
| Сезон                  | Команда                | Ліга                   | Ігор      | Голів     | Ліга               | Ігор               | Голів              | Ліга                 | Ігор                 | Голів                | Ліга          | Ігор          | Голів         | Ігор   | Голів  |
| ---------------------- | ---------------------- | ---------------------- | --------- | --------- | ------------------ | ------------------ | ------------------ | -------------------- | -------------------- | -------------------- | ------------- | ------------- | ------------- | ------ | ------ |
| трав.-черв. 2015       | «Атлетіку Паранаенсе»  | A                      | 3         | 0         | КБ                 | 0                  | 0                  | -                    | -                    | -                    | -             | -             | -             | 3      | 0      |
| 2015                   | «Корінтіанс»           | A                      | 12        | 1         | КБ                 | 0                  | 0                  | -                    | -                    | -                    | -             | -             | -             | 12     | 1      |
| 2016                   | «Корінтіанс»           | A+ЛП                   | 10+6      | 0         | КБ                 | 2                  | 0                  | КЛ                   | 1                    | 1                    | -             | -             | -             | 19     | 1      |
| 2017                   | «Корінтіанс»           | A+ЛП                   | 32+14     | 2+0       | КБ                 | 5                  | 0                  | ПК                   | 3                    | 0                    | -             | -             | -             | 54     | 2      |
| Усього за «Корінтіанс» | Усього за «Корінтіанс» | Усього за «Корінтіанс» | 74        | 3         |                    | 7                  | 0                  |                      | 4                    | 1                    |               | -             | -             | 85     | 4      |
| січ.-черв. 2018        | «Севілья»              | ПД                     | 3         | 0         | КІ                 | 0                  | 0                  | ЛЧ                   | 0                    | 0                    | -             | -             | -             | 3      | 0      |
| 2018–19                | «Севілья»              | ПД                     | 9         | 0         | КІ                 | 4                  | 1                  | ЛЄ                   | 9                    | 2                    | СІ            | 0             | 0             | 22     | 2      |
| Усього за «Севілью»    | Усього за «Севілью»    | Усього за «Севілью»    | 12        | 0         |                    | 4                  | 1                  |                      | 9                    | 0                    |               | 0             | 0             | 25     | 2      |
| 2019–20                | «Аталанта»             | A                      | 4         | 0         | КІ                 | 0                  | 0                  | ЛЧ                   | 0                    | 0                    | -             | -             | -             | 4      | 0      |
| Усього за кар'єру      | Усього за кар'єру      | Усього за кар'єру      | 93        | 3         |                    | 11                 | 1                  |                      | 13                   | 1                    |               | 0             | 0             | 117    | 5      |

## Титули і досягнення
- Чемпіон Бразилії (3):

«Корінтіанс»: 2015, 2017
«Атлетіку Мінейру»: 2021
- Переможець Ліги Пауліста (1):

«Корінтіанс»: 2017
- Переможець Ліги Мінейро (3):

«Атлетіку Мінейру»: 2020, 2021, 2022
- Володар Кубка Бразилії (1):

«Атлетіку Мінейру»: 2021
- Володар Суперкубка Бразилії (1):

«Атлетіку Мінейру»: 2022
Олімпійська збірна Бразилії
 Олімпійський чемпіон (1): 2020